# Viperă comună
Vipera (Vipera berus), numită și vipera comună, este un șarpe veninos de mărime mijlocie, din familia Viperidae, care este răspândit în Eurasia. Aria de răspândire este arealul cel mai nordic al viperelor, fiind singura viperă care poate fi întâlnită la nord de cercul polar.

## Caractere morfologice
Vipera berus are o lungime de 50-70 cm, în cazuri de excepție putând atinge lungimea de 90 cm. Cele mai mari exemplare au fost întâlnite în Europa de Nord, Finlanda (94 cm), Suedia (104 cm). Femela este mult mai mare ca masculul, care nu depășește de regulă lungimea de 60 cm. Coada, însă, raportată la lungimea corpului, este mai lungă la mascul. Greutatea viperelor este de 100-200 g, femelele fecundate putând atinge 300 de grame. Capul viperei este teșit, botul rotunjit, partea dorsală fiind ovală, iar la baza maxilarelor este mai lat, aici găsindu-se glanda cu venin. Ca toate reptilele, necesită și ele căldura solară, pentru ridicarea temperaturii corporale. 
Culoarea viperelor din această specie este variată, de la o culoare cenușie-argintie la galben, roșiatic, cenușiu brun și până la negru (întâlnite în peșteri la vipere în Alpi). Vipere cu nuanțe de culoare mai închisă se întâlnesc în regiunile mai reci. Masculii au culori mai variate, cu un contrast mai evident a dungii dorsale în formă de zigzag de culoare mai închisă decât femelele, care în general au culoare brună. Pe cap șerpii pot să aibă un desen de culoare mai închisă sub forma de V sau X. Ochii au, ca la toate viperele, irisul galben cu pupile sub formă de șliț vertical. Corpul lor este acoperit dorsal cu solzi duri la pipăit.

## Arealul de răspândire

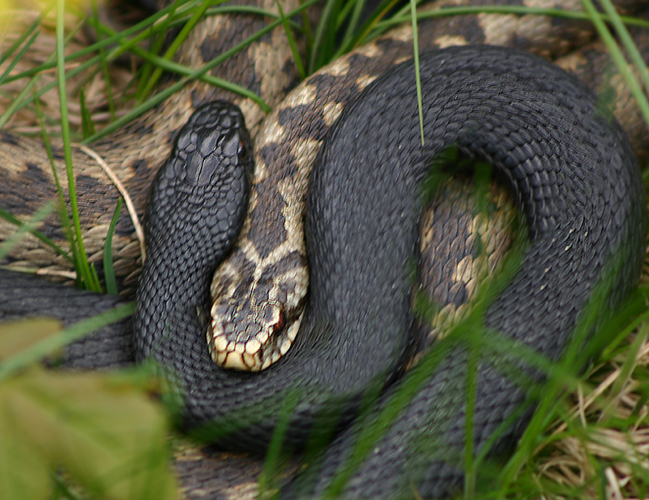
Vipera berus

Viperele din această specie sunt protejate, ele trăiesc în special în nordul Eurasiei, fiind singura specie de viperă care poate fi întâlnită la nord de cercul polar. Arealul de răspândire se întinde din Europa Centrală, Balcani, România (Munții Șureanu), Polonia, Germania, Austria, Ungaria, Cehia, Anglia și Scandinavia până în Rusia și  insula Sahalin. Preferă habitatul cu regiuni cu umiditate mare, unde sunt diferențe mari de temperatură între zi și noapte. Vipera berus este întâlnită în luminișurile din pădurile de foioase sau conifere, regiuni de smârcuri, pășuni alpine, la altitudini ce ating 2000-3000 m.

## Mod de viață
Vipera berus este activă ziua, numai în zilele de caniculă își continuă activitatea în amurg. Dimineața și seara caută locurile însorite pentru a se încălzi la soare. Temperatura optimă a corpului este de 30-33 °C. Este deosebit de activă în zilele calde și umede, fiind însă sensibilă la vânt. Dacă se simte amenințată se ascunde sub pietre sau diferite plante. Atacă mușcând fulgerător, iar animalele mari sau omul numai când se simte amenințată și se apără. În perioada de iarnă hibernează, în funcție de latitudinea unde se află, între 4 și 8 luni. În Germania, de exemplu, este activă în general între lunile aprilie și octombrie, masculii devenind activi mai repede ca femelele cu aproximativ 2 săptămâni.

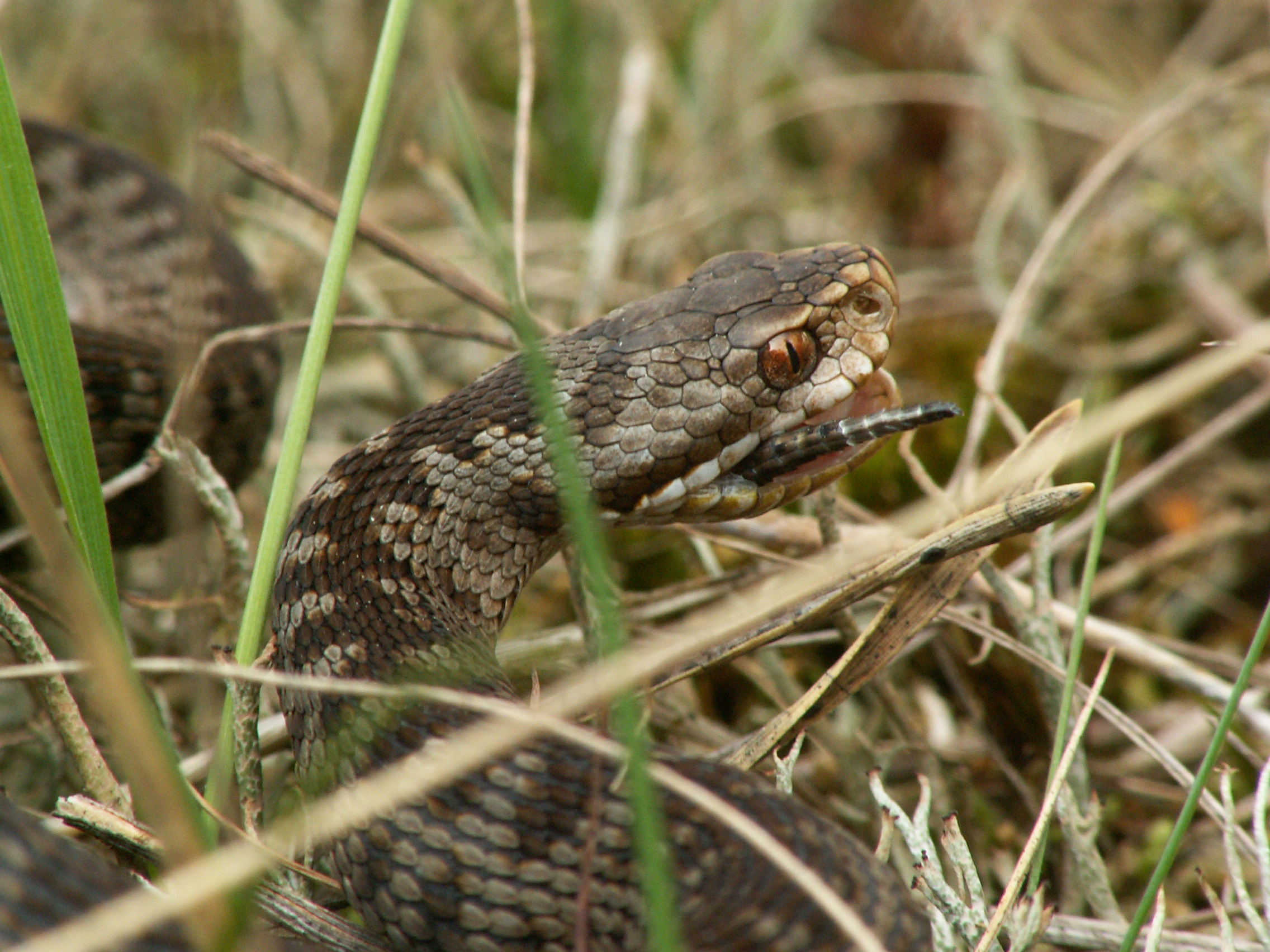
Vipera berus

Hrana viperelor constă în mamifere mici (Muridae), rozătoare (Microtus agrestis; Clethrionomys glareolus), șopârle (Lacertidae), broaște (Rana temporaria; Rana arvalis), pe care le pândesc și le mușcă injectând veninul care le va paraliza.

## Reproducere
Perioada lor de reproducere are loc primăvara în aprilie-mai, când au loc lupte între masculi. Vipera berus este ovovivipară, ceea ce înseamnă că femela clocește ouăle în corp, puii eclozați părăsind corpul mamei în lunile august-octombrie.
Prima năpârlire urmează la scurt timp după naștere, după care șerpii devin activi. Viperele sunt apte de reproducție la vârsta de 3-4 ani, puii având aproximativ 16 cm lungime. De regulă, femelele nasc serii sau doar de femele, sau doar de masculi, sexul puilor fiind definit de mai mulți factori, printre care temperatura la care stă femela în perioada de gestație.

## Dușmani naturali
Dușmanii naturali ai acestor vipere sunt păsările răpitoare (Buteo buteo; Circus pygargus; Circus aeruginosus; Milvus migrans; Aquila clanga; Aquila pomarina și Circaetus gallicus), mistreții (Sus scrofa), jderii (Mustela putorius și Mustela erminea), bursucii (Meles meles), nevăstuicile (Mustela sibirica), vulpile (Vulpes vulpes) și aricii(Erinaceus europaeus), mai rar barza (Ciconia). De asemenea, alte reptile ca Natrix natrix și Natrix tessellata sunt dușmani naturali ai viperei berus.

## Veninul
Vipera berus este o specie sperioasă, în caz de pericol caută să se ascundă sau să fugă. Numai când se simte direct amenințată sau este luată în mână va mușca. Doza letală minimă (DL) la o inoculare subcutană este de 6,45 mg/kg masă corporală. La o inoculare intravenoasă DL este de 0,55 mg/kg masă corporală. Aceasta înseamnă că la un om în greutate de 75 de kg. DL ar fi 483,75 mg, ceea ce ar însemna să fie mușcat de cel puțin cinci vipere. Lucru care explică ce șanse mici are omul de a muri de mușcătura unei vipere, care caută de altfel să-și păstreze pentru vânătoare rezerva de venin. Cu toate că vipera berus este de 2-3 ori mai veninoasă ca șarpele cu clopoței (Crotalus adamanteus), nu este atât de periculoasă, din cauza rezervorului mic cu venin (10-18 mg), mușcătura sa însă putând deveni gravă la copii și la persoane în vârstă. 
Simptomele cauzate de venin
Durere, la circa o oră regiunea mușcată devine albastră și se tumefiază. Datorită acțiunii neurotoxinei, apar semne de asfixie și insuficiență cardiacă și mai pot apărea paralizii. În Germania, între anii 1959-2003 n-a fost semnalat nici un caz mortal cauzat de mușcătura viperei berus. În anul 2004 a murit o femeie de 81 ani pe insula Rügen, mușcată de o viperă berus neagră. Se presupune, însă, din cauza intervalului scurt în care a murit, că moartea n-ar fi fost provocată de mușcătura șarpelui.

## Taxonomie
Specia are trei subspecii recunoscute:
| Subspecii           | Autor taxon      | Răspândire geografică |
| ------------------- | ---------------- | --- |
| V. b. berus         | (Linnaeus, 1758) | Norvegia, Suedia, Finlanda, Letonia, Estonia, Lituania, Franța, Danemarca, Germania, Austria, Elveția, Italia de Nord, Belgia, Olanda, Marea Britanie, Polonia, Cehia, Slovacia, Ungaria, România, Rusia, Mongolia, China de nord-vest (nordul regiunii Xinjiang) |
| V. b. bosniensis    | Boettger, 1889   | Peninsula Balcanică |
| V. b. sachalinensis | Zarevskij, 1917  | Orientul Îndepărtat Rus (Regiunea Amur, Ținutul Primorie, Ținutul Habarovsk, Sahalin), Coreea de Nord, China de nord-est (Jilin) |

Subspeciile V. b. bosniensis și V. b. sachalinensis au fost clasificate ca specii în unele publicații recente.